# Edward Carter Preston

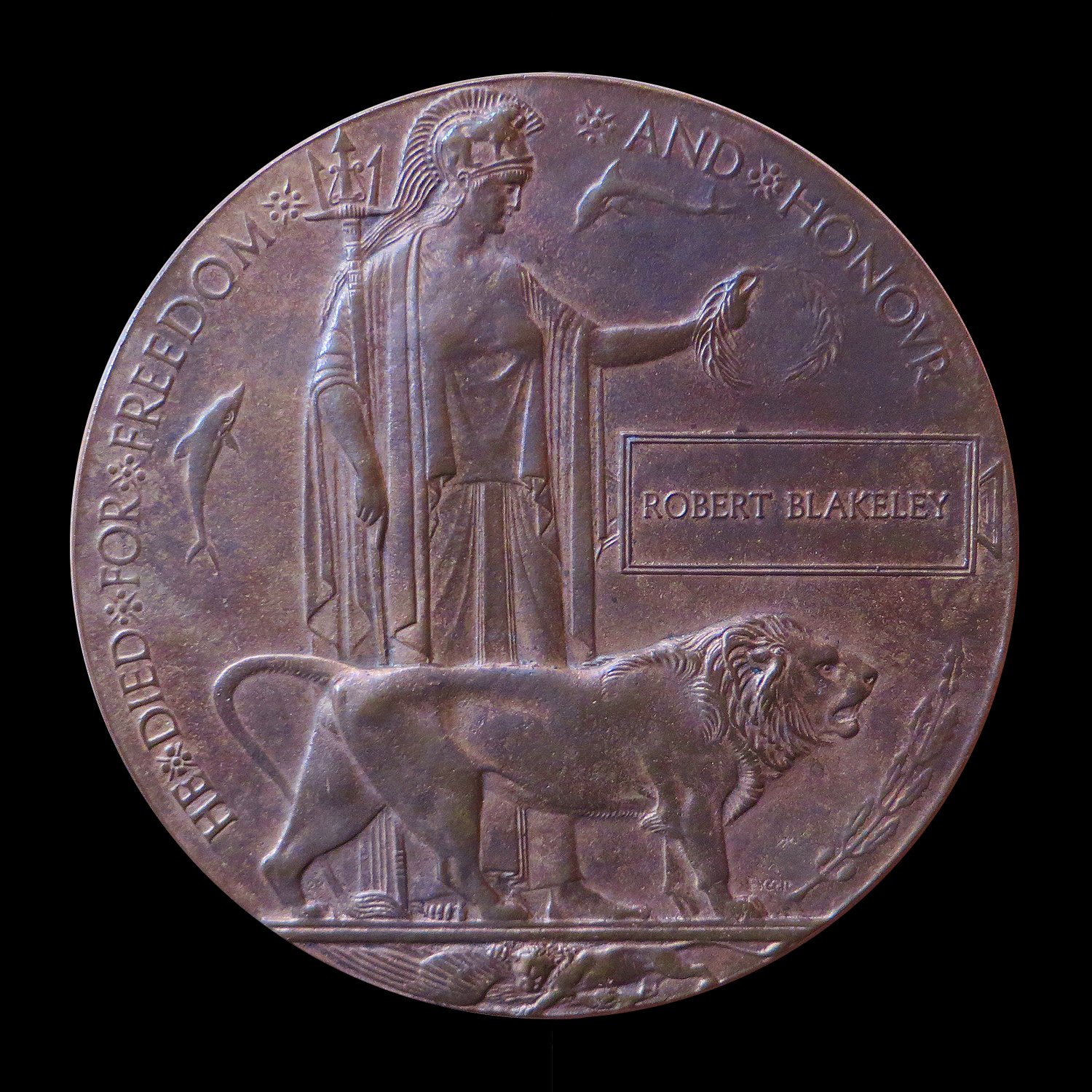
Fotografia de uma placa memorial da Primeira Guerra Mundial projetada por Edward Carter Preston.

Edward Carter Preston, (1885, Liverpool—1965), foi um escultor e medalhista inglês.

## Obras
Preston desenhou as placas memoriais de bronze entregues às famílias dos homens e mulheres britânicos que tombaram em combate durante a I Guerra Mundial. Em 1931, recebeu a incumbência, por parte do arquiteto Giles Gilbert Scott, de produzir uma série de esculturas para Catedral Anglicana de Liverpool. O projeto era imenso e manteve o artista ocupado pelos próximos trinta anos. A obra da catedral incluiu cinqüenta esculturas, dez memoriais e vários relevos.